# Damligan 2007/2008
Damligan 2007/2008 i basket spelades 12 oktober 2007-5 mars 2008. Serien innehöll 12 lag och 22 omgångar. Lag 1-8 gick vidare, för att bilda två kvartsfinalserier som spelades under perioden 12-26 mars 2008. Alla lag möttes där hemma och borta inom samma grupp, vilket totalt blev sex omgångar. Lag 1-4 bildade en grupp där de tre bästa gick till semifinal, medan lag 5-8 bildade en grupp där bästa laget gick till semifinal. Dessa grupper, som var en nyhet denna säsong, startades för att undvika att kvartsfinalspelet alltför ofta slutar 3-0 till det i seriespelet högre placerade laget, något som blivit allt vanligare de föregående säsongerna.
Efter slutspel vann Solna Vikings det svenska mästerskapsguldet.

## Grundserien
| Plats | Lag                       | Spelade | Vinster | Förluster | +/-       | Poäng |
| ----- | ------------------------- | ------- | ------- | --------- | --------- | ----- |
| 1     | Solna Vikings             | 22      | 20      | 2         | 1845-1232 | 40    |
| 2     | Telge Energi              | 22      | 19      | 3         | 1788-1347 | 38    |
| 3     | Luleå BBK                 | 22      | 17      | 5         | 1677-1391 | 34    |
| 4     | 08 Stockholm Human Rights | 22      | 16      | 6         | 1612-1272 | 32    |
| 5     | Marbo Basket              | 22      | 12      | 10        | 1648-1659 | 24    |
| 6     | Norrköping Dolphins       | 22      | 10      | 12        | 1536-1599 | 20    |
| 7     | Visby Ladies Basket Club  | 22      | 8       | 14        | 1394-1585 | 16    |
| 8     | Jämtland Basket           | 22      | 7       | 15        | 1400-1653 | 14    |
| 9     | Umeå Comets               | 22      | 7       | 15        | 1499-1761 | 14    |
| 10    | Brahe Basket              | 22      | 7       | 15        | 1278-1556 | 14    |
| 11    | Eskilstuna Basket         | 22      | 6       | 16        | 1465-1650 | 12    |
| 12    | Sundsvall Saints          | 22      | 3       | 19        | 1372-1809 | 6     |

## Kvartsfinalserier

### Grupp 1
| Plats | Lag                       | Spelade | Vinster | Förluster | +/-     | Poäng |
| ----- | ------------------------- | ------- | ------- | --------- | ------- | ----- |
| 1     | Solna Vikings             | 6       | 6       | 0         | 430-396 | 12    |
| 2     | 08 Stockholm Human Rights | 6       | 3       | 3         | 413-493 | 6     |
| 3     | Telge Energi              | 6       | 2       | 4         | 380-407 | 4     |
| 4     | Luleå BBK                 | 6       | 1       | 5         | 404-431 | 2     |

### Grupp 2
| Plats | Lag                      | Spelade | Vinster | Förluster | +/-     | Poäng |
| ----- | ------------------------ | ------- | ------- | --------- | ------- | ----- |
| 1     | Norrköping Dolphins      | 6       | 5       | 1         | 450-416 | 10    |
| 2     | Visby Ladies Basket Club | 6       | 4       | 2         | 389-363 | 8     |
| 3     | Marbo Basket             | 6       | 3       | 3         | 390-396 | 6     |
| 4     | Jämtland Basket          | 6       | 0       | 6         | 360-414 | 0     |

## Semifinaler
- 28 mars 2008: Solna Vikings-Norrköping Dolphins 84-66
- 30 mars 2008: Telge Energi-08 Stockholm Human Rights 66-61
- 2 april 2008: Norrköping Dolphins-Solna Vikings 64-74
- 2 april 2008: 08 Stockholm Human Rights-Telge Energi 80-73
- 5 april 2008: Telge Energi-08 Stockholm Human Rights 70-60
- 6 april 2008: Solna Vikings-Norrköping Dolphins 79-68 (Solna Vikings vidare med 3-0 i matcher)
- 7 april 2008: 08 Stockholm Human Rights-Telge 61-46
- 9 april 2008: Telge Energi-08 Stockholm Human Rights 65-51 (Telge Energi vidare med 3-2 i matcher)

## Finaler
- 11 april 2008: Solna Vikings-Telge Energi 79-74
- 14 april 2008: Telge Energi-Solna Vikings 81-65
- 17 april 2008: Solna Vikings-Telge Energi 44-68
- 19 april 2008: Telge Energi-Solna Vikings 64-74
- 22 april 2008: Solna Vikings-Telge Energi 72-62 (Solna Vikings vinnare med 3-2 i matcher)

Solna Vikings svenska mästare säsongen 2007/2008.